# A priori et a posteriori
« A priori » redirige ici. Pour les autres significations, voir A priori corrélationnel (Husserl).
« A posteriori » redirige ici. Pour les autres significations, voir A posteriori (homonymie).
A priori (ou à priori selon l'orthographe rectifiée de 1990) et a posteriori (ou à postériori) sont un couple de concepts utilisés en philosophie et notamment en philosophie de la connaissance. Une connaissance est a priori lorsqu'elle est indépendante de l'expérience sensible et logiquement antérieure. Emmanuel Kant soutient qu'il s'agit d'une connaissance « indépendante de l'expérience ». A contrario, une connaissance a posteriori est empirique, c'est-à-dire qu'elle est « issu[e] de l'expérience » (Kant).

## Usage

### Graphies
Ces locutions possèdent aujourd'hui deux orthographes : « a priori » et « a posteriori » d'une part, « à priori » et « à postériori » d'autre part. Il existe aussi une troisième orthographe « apriori » avec une soudure au lieu d'un espace ou d'un tiret lorsqu'utilisé comme nom au lieu d'un adverbe.
La forme francisée « à priori » est utilisée notamment par Voltaire et Laplace, et reconnue par Littré : elle est encore largement discutée. En fait, l'absence d'accent est un usage moderne. La préposition latine ab, élidée ici en « a », n'a rien à voir avec la préposition française « à » ; par ailleurs la langue française actuelle réserve le « a » sans accent au verbe avoir. Cette forme francisée est supprimée du dictionnaire de l'Académie française dans sa 9e édition de 1992.
Le statut actuel, à la suite de la réforme de l'orthographe française de 1990, est qu'aucune des deux graphies n'est fautive, mais la forme avec accent est recommandée. Il est par ailleurs considéré comme plus cohérent d'utiliser l'italique pour la graphie sans accent, et uniquement pour celle-là, s'agissant alors d’une locution latine,. Cela dit, on observe dans l'usage que la graphie sans accent est parfois employée sans italique. Quant à la forme sans accent et avec soudure apriori, elle est recommandée lors d'un usage comme nom, et déclinable au pluriel.

### Utilisation des termes
En français, a priori, locution latine, signifie : « à partir de ce qui vient avant », expression dérivée de prior qui signifie antérieur. L'expression a d'abord servi à désigner un raisonnement qui va de la cause à l'effet. Ce sens se rencontre au Moyen Âge, puis chez Descartes et encore chez Leibniz. Par exemple, une preuve a priori de l'existence de Dieu est une démonstration qui part des causes, c'est-à-dire de ce qui est premier selon la nature.
Dans le français courant, les formes substantivées « a priori », ou « apriori » signifient « préjugé », comme dans l’expression « avoir un a priori positif ».
Les termes a priori et a posteriori sont utilisés en philosophie pour distinguer deux types différents de connaissances, la justification et l'argument : « une connaissance a priori est indépendante de l'expérience », et « une connaissance a posteriori est prouvée par l'expérience ». Ils sont principalement employés comme substituant au terme « connaissance », ou encore faisant référence à des types de connaissances (par exemple, « une connaissance a priori »). L'« a priori » est parfois utilisé pour substituer au terme « vérité ». En outre, les philosophes en donnent différents sens.

### Distinction intuitive
Bien que les définitions et l'utilisation des termes aient varié dans l'histoire de la philosophie, ils ont constamment marqué deux notions épistémologiques distinctes. La distinction intuitive des connaissances a priori et a posteriori  est plus facilement observable dans les exemples. En empruntant à Jerry Fodor (2004), prenons par exemple la proposition exprimée par la phrase « George V souverain de 1910 à 1936. » C'est une connaissance (si elle est vraie) qu'il faut tenir pour savoir a posteriori, car elle exprime un fait empirique inconnaissable par la raison seule. Par contre, considérons la proposition : « Si George V régna sur tous, alors il aura régné au moins une journée. » C'est une connaissance a priori, parce qu'elle dérive d'une déclaration que l'on peut déduire par la seule raison.

## Théories

### Chez Aristote
Aristote est le premier philosophe à avoir utilisé les opérateurs opposés a priori et a posteriori. Cette distinction recoupe celle qui oppose « ce qui est antérieur et mieux connu par nature » et « ce qui est antérieur et mieux connu pour nous ». Pour Aristote, ce qui est antérieur et connu par nature est universel, tandis que ce qui est mieux connu pour nous est individuel, singulier.
« J'appelle antérieur et mieux connu pour nous ce qui est plus proche de la sensation, alors que ce qui est antérieur et mieux connu absolument en est plus éloigné. Or ce qui est le plus universel en est le plus éloigné, alors que les individus en sont le plus proche » (Aristote, Seconds analytiques, I, 2, 71b33)

### Chez Leibniz
Leibniz oppose les vérités de fait (a posteriori) aux vérités de raison (a priori).
« Il y a deux sortes de vérités, celles de raisonnement et celles de fait. Les vérités de raisonnement sont nécessaires et leur opposé est impossible, et celles de fait sont contingentes et leur opposé est possible. Quand une vérité est nécessaire, on en peut trouver la raison par l'analyse, la résolvant en idées et en vérités, plus simples jusqu'à ce qu'on vienne aux primitives » (Leibniz, Monadologie, § 33)

### Chez Hume
Hume oppose les « données concrètes » (a posteriori) aux « relations d'idées » (a priori). Les relations philosophiques, qui assemblent les idées, sont sept : ressemblance, contrariété, degrés d'une qualité, rapports de quantité, identité, contiguïté, causalité. Ressemblance, contrariété, degrés d'une qualité et rapports de quantité ne consistent qu'à comparer des idées, sans apport de l'expérience ; identité, contiguïté, causalité ne sont connues que grâce à l'expérience (Traité de la nature humaine, 1739-1740).

### Chez Kant
Le grand théoricien demeure Kant. L'a priori désigne ce qui est pensé comme nécessaire et universel et qui, à ce titre, peut être conçu « indépendamment/indépendant de l'expérience ». La nécessité et l'universalité sont en effet, selon la Critique de la raison pure (1781), deux critères certains d'une connaissance pure, c'est-à-dire a priori (Introduction à la Critique de la raison pure, II : « Nous sommes en possession de certaines connaissances a priori, et même l'entendement commun n'en est jamais dépourvu. »
« Nécessité et universalité rigoureuses sont donc des caractéristiques certaines d'une connaissance a priori, et sont aussi inséparables. Mais comme dans l'usage de ces caractéristiques il est parfois plus facile de montrer la limitation empirique que la contingence dans les jugements, ou qu'il est plus éclairant de montrer l'universalité illimitée que nous attribuons à un jugement que sa nécessité, il est opportun de se servir séparément des deux critères en question, dont chacun est par soi infaillible. »
Une connaissance est a priori si elle peut être prouvée sans référence aucune à l'expérience. Par exemple, l'espace et le temps sont des formes d'intuition a priori, inhérentes au sujet transcendantal. Ce qui signifie qu'il n'y a pas d'expérience possible, pour un être raisonnable, hors du cadre de l'espace et du temps. Kant distingue les connaissances a priori (elles portent sur des éléments dont l'un n'est connu que par l'expérience) et les « connaissances pures a priori » (elles ne contiennent aucun élément empirique, venu de l'expérience).

### Chez Husserl
« Pour Husserl, l'a priori est ancré dans ce qu'il appelle une intuition eidétique spécifique qui nous met en présence d'essences universelles (par exemple le coq ou le nombre deux), de la même façon que l'intuition sensible nous met en présence d'objets individuels (comme une chose jaune particulière, une paire d'objets particuliers). L'exemple le plus significatif de propositions a priori fondées sur cette intuition éidétique est fourni par les lois logico-mathématiques, à propos desquelles Husserl parle d'une ontologie formelle comme 'science eidétique de l'objet en général' (Idées directrices pour une phénoménologie et une philosophie phénoménologique pures, 1913). À cette ontologie formelle se joignent ensuite de multiples ontologies régionales, dont chacune se fonde sur un a priori dit matériel et qui constitue une science a priori de telle ou telle zone ou « région » de la réalité (par exemple, de la sphère des objets matériels, ou bien des phénomènes de conscience, et ainsi de suite) » (Encyclopédie de la philosophie, p. 2)

### Chez Nietzsche
Pour Friedrich Nietzsche et l'épistémologie évolutionniste, particulièrement d'après les études èthologiques de Konrad Lorenz, l'a priori devient synonyme d'inné dans l'individu (et donc maintenant a priori) des catégories mentales qui a posteriori dérivent phylogénétiquement de l'interaction évolutionniste de l'espèce avec l'environnement : notre « appareil cognitif » (appareil qui fournit une image du Monde).
« Quelque chose qui reste à la réalité extérieure, comme l'ajustement du sabot du cheval au sol de la steppe ou des nageoires du poisson à l'eau. » (Konrad Lorenz, L'Envers du Miroir)

### Chez Kripke
Selon Saul Kripke, l’a priori est à distinguer de la nécessité : une proposition a priori peut être contingente, et une proposition a posteriori nécessaire. Il prend deux exemples: « le mètre étalon de Paris a un mètre de long » est une proposition, selon lui, a priori mais pas nécessairement vraie. À l'inverse, « L’étoile du soir est identique à l’étoile du matin » (exemple de Frege) est une proposition a posteriori mais nécessaire.
Cette thèse demeure, encore aujourd'hui, controversée. Elle est toutefois soutenue par plusieurs philosophes, dont Hilary Putnam.
Il y a des autres formulations de cet a priori contingent qui sont moins discutables. Scott Soames a donné cette proposition comme un exemple :
« La neige est blanche si et seulement si la neige est blanche dans le monde actuel. »
On peut savoir a priori cette proposition, mais elle n'est pas nécessaire. Dans notre monde (le monde actuel), elle ne peut pas être fausse. Toutefois, dans un autre monde possible, où la neige est bleue, « la neige est blanche » est faux, mais la neige demeurerait encore blanche dans le monde actuel. La même situation se produit avec la proposition, Je suis. Comme Descartes a prouvé, chaque assertion de cette proposition sera vraie et peut être donc sue a priori, mais quand je suis mort, elle sera fausse. Donc elle est a priori, mais non pas nécessaire.

## L'archétype selon C. G. Jung
L'archétype est, dans la psychologie analytique de Carl Gustav Jung, une « forme de représentation donnée a priori », une « image primordiale » renfermant un thème universel, commun à toutes les cultures humaines mais figuré sous des formes symboliques diverses, et structurant la psyché inconsciente. Ce processus psychique est important car il renferme les modèles élémentaires de comportements et de représentations issus de l'expérience humaine à toutes les époques de l'histoire.